# Course à la direction du Parti libéral du Québec de 2020
La course à la direction du Parti libéral du Québec de 2020 se déroule à la suite des élections générales de 2018, où la formation politique essuie sa pire défaite depuis sa fondation en 1867. La course à la direction a comme objectif de trouver un successeur à Philippe Couillard. L'identité du prochain chef libéral devait être connue le 31 mai 2020. Le député de Mont-Royal--Outremont Pierre Arcand assure la chefferie par intérim entre le 5 octobre 2018 et le 11 mai 2020. Le 20 mars 2020, le PLQ annonce suspendre la course en raison de la pandémie de Covid-19, qui met le Québec et le monde entier sur pause. Les débats et différentes activités qui devaient avoir lieu au printemps 2020 entre les candidats n'auront donc pas lieu.
Le 11 mai 2020 en matinée, Alexandre Cusson annonce son retrait de la course à la chefferie, citant des motifs financiers et l'impact de la crise reliée à la Covid-19. L'après-midi suivant son désistement, le conseil exécutif du Parti libéral du Québec annonce que Dominique Anglade est nommée cheffe du PLQ.

## Contexte
Outre le 19 mois du gouvernement péquiste de Pauline Marois entre 2012 et 2014, les libéraux sont au pouvoir de 2003 à 2012 avec le gouvernement Charest, puis de 2014 à 2018 avec Philippe Couillard à sa tête. Passant de 70 sièges avec 41,52̬% des voix en 2014, le parti n'obtient que 31 sièges avec 24,82% des voix. À la suite des démissions de Philippe Couillard, puis de Sébastien Proulx comme députés, le parti perd lors de ces deux élections partielles ses seuls élus à l'est de Montréal. Auparavant présent dans presque l'entièreté des régions du Québec, les élus libéraux ne comptent presque plus d'élus hors des grands centres urbains, n'ayant que des sièges sur les îles de Montréal et de Laval, ainsi qu'en Outaouais et dans l'agglomération de Longueuil. 

## Candidats

### Candidatures confirmées
- Dominique Anglade, députée de Saint-Henri--Saint-Anne et ancienne ministre de l'économie sous le gouvernement de Philippe Couillard[6]
- Alexandre Cusson, ancien maire de Drummondville, dans le Centre-du-Québec et ex-président de l'Union des municipalités du Québec[7]

### Candidats potentiels, ayant refusé
- Marwah Rizqy, députée de Saint-Laurent[8]
- André Fortin, député de Pontiac et ex-ministre des transports sous le gouvernement de Philippe Couillard[9]
- Gaëtan Barrette, député de La Pinière et ex-ministre de la santé sous le gouvernement de Philippe Couillard[10]
- Pierre Moreau, ancien député de Châteauguay et ex-ministre des affaires municipales, puis de l'énergie sous le gouvernement de Philippe Couillard[11]
- Denis Coderre, ancien député libéral fédéral de Bourassa de 1997 à 2013, puis maire de Montréal de 2013 à 2017[12]
- Sébastien Proulx, député de Jean-Talon (circonscription provinciale), ex-ministre de l'éducation du loisir et du sport sous le gouvernement Philippe Couillard, ex-ministre de la famille sous le dans le même gouvernement[13]
- Adrien D. Pouliot, chef du Parti conservateur du Québec[14]
- Geoff Molson, propriétaire des Canadiens de Montréal[réf. nécessaire]

## Appuis

### Dominique Anglade
- Frantz Benjamin, député de Viau[15]
- David Birnbaum, député de D'Arcy-McGee[15]
- Hélène David, députée de Marguerite-Bourgeois[15]
- Monsef Derraji, député de Nelligan[15]
- Gregory Kelley, député de Jacques-Cartier[15]
- Carlos J. Leitão, député de Robert-Baldwin[15]
- Marie Montpetit, députée de Maurice-Richard[15]
- Saul Polo, député de Laval-des-Rapides[15]
- Paule Robitaille, députée de Bourassa-Sauvé[15]
- Jean Rousselle, député de Vimont[15]
- Monique Sauvé, députée de Fabre[15]
- Christine St-Pierre, députée de l'Acadie[15]
- Kathleen Weil, députée de Notre-Dame-de-Grâce[15]

### Alexandre Cusson
- Marwah Rizqy, députée de Saint-Laurent[16]
- Lise Thériault, députée d'Anjou--Louis-Riel[16]
- Julie Boulet, ancienne députée de Laviolette et ministre du tourisme[17]
- Alexandre Iracà, ancien député de Papineau[18]
- Norman MacMillan, ancien député de Papineau[18]

## Financement[19]
| Candidat(e)s      | Financement | Donateurs |
| ----------------- | ----------- | --------- |
| Dominique Anglade | 200 305 $   | 900       |
| Alexandre Cusson  | 92 610 $    | 311       |